# 韦斯特雷诺
韦斯特雷诺（義大利語：Vestreno），是意大利莱科省的一个市镇。总面积2平方公里，人口313人，人口密度156.5人/平方公里（2009年）。国家统计（ISTAT）代码为097089。